# Franse presidentsverkiezingen 1848

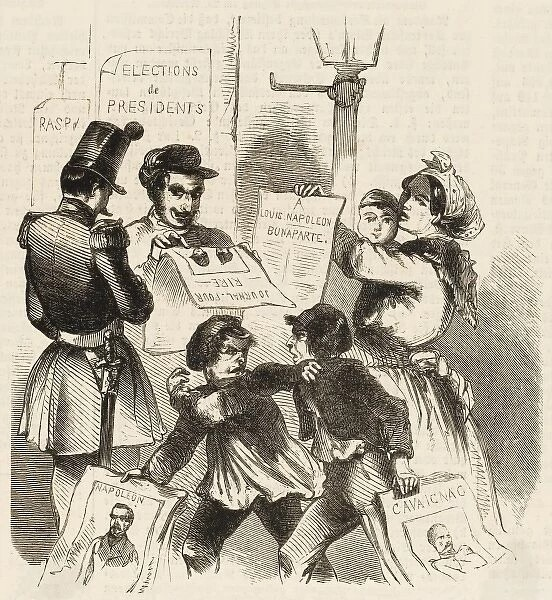
Bonapartistische campagnevoerders op pad, afbeelding uit Illustrierte Zeitung

Op 10 december 1848 vonden er Presidentsverkiezingen in Frankrijk plaats.

## Voorspel
Op 23 februari 1848 brak er in Frankrijk een revolutie uit. Een dag later trad koning Lodewijk Filips van Frankrijk af en werd de Tweede Franse Republiek uitgeroepen. Er werd een voorlopige regering gevormd. De situatie bleef echter rumoerig. Conservatieve republikeinen stonden tegenover radicalen en socialisten. Op 26 juni werd de conservatieve republikein generaal Louis Eugène Cavaignac door de Nationale Wetgevende Vergadering (Assemblée Nationale Constituante) benoemd tot dictator met de titel van voorlopig staatshoofd. Cavaignac liet uiteindelijk zijn soldaten de opstanden van links onderdrukken en werd sindsdien gezien als de "sterke man" van Frankrijk.
Cavaignac liet zich kandidaat stellen door de rechtse republikeinen voor het presidentschap. De socialisten, die weliswaar een nederlaag hadden geleden tijdens de Juni-opstand, maar nog steeds een machtsfactor van betekenis waren, stelden Alexandre Ledru-Rollin (een intellectueel), kandidaat. De populaire Bonapartisten schoven prins Lodewijk Napoleon Bonaparte naar voren als presidentskandidaat. Prins Lodewijk Napoleon kon zich verheugen in de populariteit van diverse bevolkingsgroepen (iets wat de andere kandidaten ontbeerde). De populariteit van de troonpretendent lag natuurlijk vooral in het feit dat hij een neef van keizer Napoleon I was.
Andere kandidaten voor het presidentschap waren Alphonse de Lamartine (liberaal), François-Vincent Raspail (socialist) en Nicolas Changarnier (legitimist).
Van meet af aan werden prins Lodewijk Napoleon Bonaparte en generaal Cavaignac als de grootste kanshebbers ingeschat.

## Presidentsverkiezingen

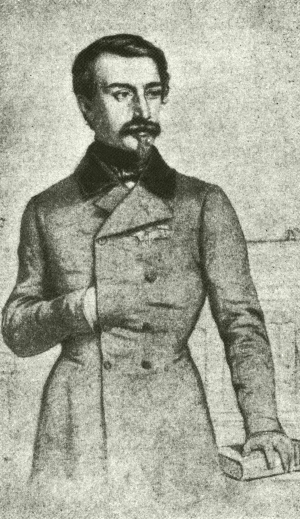
Lodewijk Napoleon Bonaparte

Louis Eugène Cavaignac

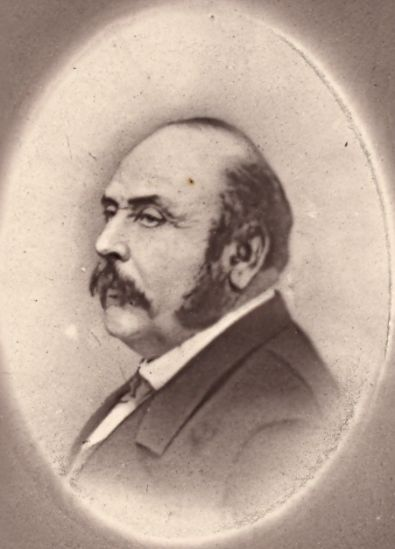
Alexandre Ledru-Rollin

Op 10 december 1848 vonden er op basis van algemeen, enkelvoudig mannenkiesrecht presidentsverkiezingen plaats. Haar waren de eerste presidentsverkiezingen in Frankrijk ooit. De verkiezingen werden overweldigend gewonnen door prins Lodewijk Napoleon Bonaparte, die ruim 74% van de stemmen kreeg. Cavaignac kreeg ruim 19% van de stemmen - minder dan verwacht -, terwijl Ledru-Rollin een teleurstellende 5,08% van de stemmen kreeg.
De verkiezing van Lodewijk Napoleon was voornamelijk te wijdden aan de verdeeldheid van links. Overigens wil dit niet zeggen dat uitsluitend rechtse kiezers op Lodewijk Napoleon hadden gestemd, integendeel, ook een deel van het linkse proletariaat stemde op hem, vanwege zijn - zij het wat onduidelijke - populistisch-socialistische ideeën.

## Uitslag
| Kandidaten                  | politieke richting   | %      |
| --------------------------- | -------------------- | ------ |
| Lodewijk Napoleon Bonaparte | Bonapartisten        | 74,44% |
| Louis Eugène Cavaignac      | centrum-republikeins | 19,65% |
| Alexandre Ledru-Rollin      | sociaaldemocraat     | 5,08%  |
| François-Vincent Raspail    | socialist            | 0,49%  |
| Alphonse de Lamartine       | klassiek liberaal    | 0,28%  |
| Nicolas Changarnier         | legitimist           | 0,07%  |

Op 20 december 1848 werd Lodewijk Napoleon Bonaparte officieel president van de republiek. Bijna drie jaar later, op 2 december 1851 pleegde hij een staatsgreep en trok alle macht naar zich toe en werd een krachtig uitvoerend presidentschap ingesteld. Ongeveer een jaar later, op 7 november 1852 werd een referendum gehouden, waarin een meerderheid van de kiezers zich uitspraken voor de instelling van het Tweede Franse Keizerrijk. Op 2 december 1852 werd president Lodewijk Napoleon Bonaparte keizer Napoleon III.

## Verwijzingen
1. ↑  Aanhanger van het Huis Bourbon
2. ↑  Zie Lodewijk Napoleons boekje L'Extinction du Paupérisme (1844)